# Шабара
Шабара или на тибетски Шаварипа е индийски будистки учител, един от 84-те Махасидхи, почитан като един от патриарсите, предшественици на линията Кагю на Тибетския Будизъм – носител на далечната приемственост на Махамудра, ученик на Нагарджуна и учител на Майтрипа. За него е известно малко и до нас са достигнали различни истории:
- Шабара бил едно от четирите деца в семейството на бенгалски артисти и танцьори, което било и неговото собствено занятие. Съвсем млад той среща своя учител Нагарджуна, който му дава практика с Идама Чакрасамвара и след упорита практика Шабара реализира Махамудра.
- Има и друга доста различна история: като млад той бил ловец докато не срещнал Авалокитешвара, който започва да се хвали че е по-добрият ловец от двамата. Той предизвиква Шабара кой от двамата ще убие 100 животни (негови собствени еманации) с една-единствена стрела. След като спечелва облога Авалокитешвара завежда Шабара в адските светове на Самсара, където му предстояло да се прероди. Ужасен той изоставя лова и започва усилена Будистка практика.

Така или иначе ясно е, че от съременна гледна точка е трудно да се определи точната хронологична биография, но е важно да се знае, че жизнеописанията на реализираните майстори са важна част от приемствеността и те са в голяма степен умели методи (санскрит упая), водещи ученика по пътя. В много случаи се отдава повече значение на вътрешните преживявания отколкото на външни факти и хронология.